# ساحة الطيقان
ساحة الطيقان هي ساحة تقع بمدينة أصيلة شمال المغرب. تقع هذه الساحة في الجهة الجنوبيّة الغربيّة للمدينة على ساحل المحيط الأطلسي، وتتميّز بجمال موقعها الذي يُشرف على برج القريقية. كلمة الطيقان بلهجة شمال المغرب تعني النوافذ، وهي جمع كلمة «طاقة» (نافذة). سميّت الساحة بهذا الاسم لكونها محاطة بمنازل تتعدد بها النوافذ.